# Eliot Lietaer
Eliot Lietaer (Courtrai, 15 de agosto de 1990) es un ciclista belga que fue profesional entre 2012 y 2022.

## Palmarés
2014
- 1 etapa de los Boucles de la Mayenne